# Nuestra Señora de las Angustias y San José
O Nuestra Señora de las Angustias y San José foi um galeão Espanhol que naufragou, em fevereiro de 1727, ao largo da Ribeira do Loureiro, na Ilha das Flores, Região Autónoma dos Açores, em Portugal.

## História
A embarcação levantou ferro do porto de Santa Cruz de Havana, em Cuba, a 24 de janeiro de 1727, sob o comando do capitão D. Juan Hernandez Arnal, integrando a Armada do Tenente-general Antonio Castañeta. A bordo transportava 180 pessoas e, em seus porões, trazia parte do carregamento anual de ouro e prata das minas de Potosí e do México.
A 5 de Ffvereiro, na latitude do estreito da Flórida, uma forte tempestade fez com que o galeão se desgarrasse da frota. Próximo de atingir as Bermudas, o recrudescer da tempestade levou à perda da cabeça da árvore maior, do mastaréu, das enxárcias e da roda do leme. Sempre açoitado pelos ventos e já na altura dos Açores, perderam-se os mastros do traquete e do gurupés, com as respectivas enxárcias e pares, deixando a embarcação apenas com a vela principal do mastro grande.
Contínuamente castigado pela violência da intempérie, o galeão começou a abrir fendas no cavername, fazendo água aberta nos porões. Para evitar o afundamento, a tripulação alijou, borda fora, toda a artilharia e demais objectos pesados tais como as âncoras e os projécteis de ferro que traziam a bordo. Assim aligeirado, o galeão continuou a ser impelido pela tempestade, vindo a avistar a costa sudoeste da ilha das Flores, dirigindo-se para a Ribeira do Loureiro, a 27 de fevereiro.
Ante os pedidos de auxílio, um piloto do porto das Lajes das Flores subiu a bordo, conduzindo a embarcação até à baía defronte da vila, onde tentou ancorá-la. Entretanto, pela falta de âncoras, de que o galeão vinha falto, o mau tempo acabou por fazê-lo derivar para o largo onde veio a naufragar com quase toda a carga.